# 黄大城
黄 大城（ファン・テソン、1989年12月20日 - ） は、群馬県出身の元サッカー選手。ポジションはDF。学生時代は、大学選抜はもちろん世代別代表候補の経験を持つ注目選手として期待を集めた。慶應義塾大学総合政策学部卒。

## 来歴
豊富な運動量とスピード、左足から繰り出される精度の高いクロスが武器の左サイドバック。空中戦とともに、1対1でも強さがあり、セットプレーのキッカーも務める。大学を代表する逸材の一人として、大学選抜はもちろん世代別代表候補にも名を連ねた。。慶應義塾体育会ソッカー部では、同期で右サイドバックの田中奏一と共に強力なサイドアタックを展開した。
2012年、当日のJ1王者をはじめとする複数チームのオファーの中から京都サンガF.C.に加入。
1年目から背番号6を渡され、即戦力として活躍。昇格プレーオフまで出場も、翌年に前十字靭帯断裂。長期離脱を余儀なくされた。
一方で2年目からは選手会長に任命。
2015年開幕スタメン復帰を果たすも同年12月、契約満了により京都を退団した。
獲得が噂されるチームもあり、移籍先が注目されるも2016年1月7日、まさかの現役引退を発表。
その後、株式会社リクルート入社した。
その一方で2016年3月、兄・大俊のいる関東サッカーリーグ2部のLB-BRB TOKYOに入団。
入団1年目で1部昇格に貢献し、2年目は関東1部リーグでベストイレブン受賞。
2018年、現役引退が発表された。
2019年より母校である慶應義塾大学で指導者としてのキャリアをスタートさせた。

## 所属クラブ
- 1995年 - 2001年 前橋エコークラブ
- 2002年 - 2004年 FC前橋ジュニアユース
- 2005年 - 2007年 桐生第一高校
- 2008年 - 2011年 慶應義塾大学
- 2012年 - 2015年 京都サンガF.C.
- 2016年 - 2018年 LB-BRB TOKYO/東京ユナイテッドFC

## 個人成績
| 国内大会個人成績 | 国内大会個人成績 | 国内大会個人成績 | 国内大会個人成績 | 国内大会個人成績 | 国内大会個人成績 | 国内大会個人成績  | 国内大会個人成績  | 国内大会個人成績 | 国内大会個人成績 | 国内大会個人成績 | 国内大会個人成績 |
| 年度             | クラブ           | 背番号           | リーグ           | リーグ戦         | リーグ戦         | リーグ杯          | リーグ杯          | オープン杯       | オープン杯       | 期間通算         | 期間通算         |
| 年度             | クラブ           | 背番号           | リーグ           | 出場             | 得点             | 出場              | 得点              | 出場             | 得点             | 出場             | 得点             |
| 日本             | 日本             | 日本             | 日本             | リーグ戦         | リーグ戦         | リーグ杯          | リーグ杯          | 天皇杯           | 天皇杯           | 期間通算         | 期間通算         |
| ---------------- | ---------------- | ---------------- | ---------------- | ---------------- | ---------------- | ----------------- | ----------------- | ---------------- | ---------------- | ---------------- | ---------------- |
| 2012             | 京都             | 6                | J2               | 21               | 1                | -                 | -                 | 2                | 0                | 23               | 1                |
| 2013             | 京都             | 6                | J2               | 2                | 0                | -                 | -                 | 0                | 0                | 2                | 0                |
| 2014             | 京都             | 6                | J2               | 0                | 0                | -                 | -                 | 0                | 0                | 0                | 0                |
| 2015             | 京都             | 6                | J2               | 5                | 0                | -                 | -                 | 1                | 0                | 6                | 0                |
| 2016             | LB東京           | 25               | 関東2部          | 16               | 7                | -                 | -                 | -                | -                |                  |                  |
| 2017             | 東京U            |                  | 関東1部          | 18               | 5                | -                 | -                 | -                | -                |                  |                  |
| 通算             | 日本             | 日本             | J2               | 28               | 1                | -                 | -                 | 3                | 0                | 31               | 1                |
| 通算             | 日本             | 日本             | 関東1部          | 18               | 5                | -\|\|\|\|\|\|\|\| | -\|\|\|\|\|\|\|\| |                  |                  |                  |                  |
| 通算             | 日本             | 日本             | 関東2部          | 16               | 7                | -                 | -                 | -\|\|\|\|        | -\|\|\|\|        |                  |                  |
| 総通算           | 総通算           | 総通算           | 総通算           | 62               | 13               | 0                 | 0                 | 3                | 0                | 65               | 13               |

- Jリーグ初出場 - 2012年3月17日 J2 第3節 対ロアッソ熊本戦 (西京極)
- Jリーグ初得点 - 2012年9月23日 J2 第35節 対水戸ホーリーホック戦 (西京極)

その他の公式戦
- 2012年
  - J1昇格プレーオフ 1試合0得点

## 代表歴
- U-20サッカー大韓民国代表候補 (2009)
- 関東大学選抜A (2010、2011)